# Killer Holiday
Killer Holiday est film d’horreur américain de Marty Thomas sorti en 2013.

## Synopsis
Taylor une délinquante juvénile, convainc une étudiante sérieuse et droite, Cammi, de la rejoindre avec ses amis sur la route la plus déserte de Californie. Ignorant les mauvaises prémonitions de Cammi, les huit amis continuent de faire la fête lourdement tandis qu’ils s’éloignent de plus en plus de la civilisation le long de la Route 66 avec un meurtrier en liberté. De l’anxiété se construit autour d’eux jusqu’à ce que le groupe d’amis sont attirés par un parc abandonné qui se trouve loin de la route principale. Au fur et à mesure, le groupe découvrent que les manèges du parc sont millésimes, des surprises choquantes, l’odeur de la mort, un attirant et jeune meurtrier, Melvyn Holiday, surnommé « Spider ».

## Fiche technique
genre : horreur
interdit aux moins de 12 ans

## Distribution
- Michael Copon : Melvyn 'Spider' Holiday
- Rachel Lara Horton : Taylor
- Alex Mandel : Derrick
- Julia Beth Stern : Cammi
- Rachel Wixom : Madison
- Matt Calloway : Trevor
- David Namminga : Dylan
- Noah Zeev Gibbings : Cody
- Gabriel Oliveira : Adam
- Randolph Mantooth : le Détective Bodrogi
- Marty Thomas : Wild Jack
- Jon Zuber : le Détective Zak Roy Hill
- Terry T. Miller : Officier B. Edwards
- Kristina Marie Kane : Jessica
- Brian Harwell : Le père de Taylor